# Hideaki Kitajima
Hideaki Kitajima (n. 23 mai 1978) este un fost fotbalist japonez.

## Statistici
| Japonia | Japonia | Japonia |
| An      | Meciuri | Goluri  |
| ------- | ------- | ------- |
| 2000    | 3       | 1       |
| Total   | 3       | 1       |